# Oksana Syrojid
Oksana Ivanivna Syrojid (ukrainska: Оксана Іванівна Сироїд) född 2 maj 1976 i Lviv oblast, Ukrainska SSR, Sovjetunionen, är en ukrainsk politiker från partiet Självhjälp, vicetalman i Ukrainas parlament, Verchovna Rada, och chef för den ukrainska tankesmedjan Ukrainian Legal Foundation.

## Biografi

### Tidigt liv och utbildning
Oksana Syroyid föddes i Gorodischtje, en liten ort i Sokal Raion, Lviv Oblast.
1993 tog hon examen från Chervonohrad skola nr 7. År 1993 skrev hon in sig på Kiev-Mohyla-akademin och avlade en kandidatexamen i statsvetenskap 1997. År 1998 började Syroyid studera vid Kievs universitets center för juridikstudier och avlade magisterexamen år 2000. År 2002 flyttade hon till Kanada för att studera vid Ottawa universitet och tog en magisterexamen år 2003.

## Karriär
1994 blev Syrojid medhjälpare till Mykhailo Goryn och arbetade senare för Ihor Juchnovskij.
Den 4 december 2014 blev hon vice ordförande för Verchovna Rada.
Syroyid deltog återigen i det ukrainska parlamentsvalet i juli 2019 för partiet Självhjälp.
Den 19 oktober 2019 valdes Syroyid till partiledare för Självhjälp av dess partikongress.